# 克拉科夫总教区博物馆

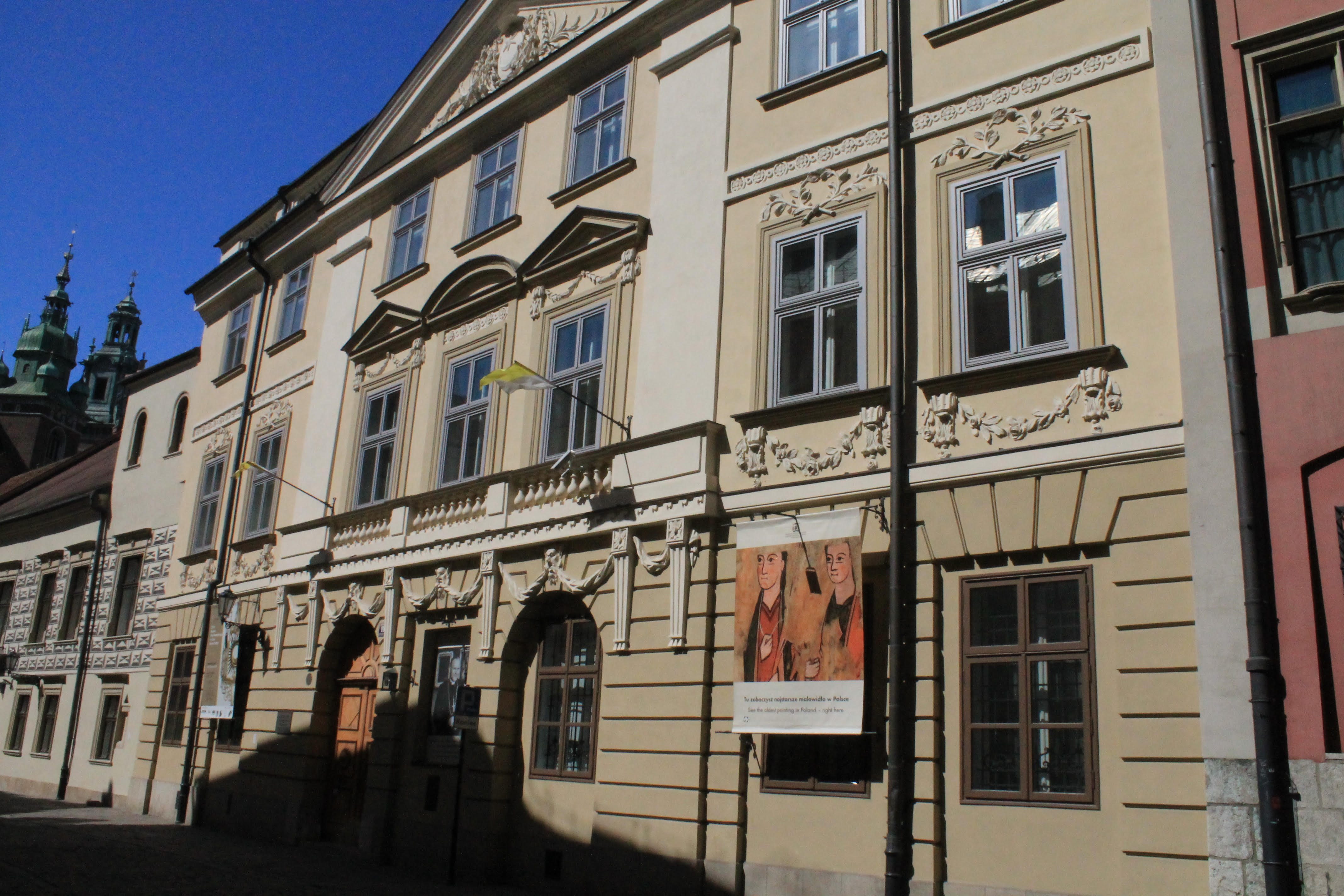
克拉科夫总教区博物馆

克拉科夫总教区博物馆（波蘭語：Muzeum Archidiecezjalne w Krakowie）是波兰克拉科夫的一座博物馆，是教宗若望保禄二世在克拉科夫的故居，位于咏祷司铎街（Ulica Kanonicza）19-21号。
克拉科夫总教区博物馆由若望·普兹纳枢机（Jan Puzzyna）创建于1906年。而目前的博物馆于1994年5月5日正式开放，由方济各·马哈尔斯基枢机揭幕。
克拉科夫总教区博物馆位于嘉禄·沃伊蒂瓦（后来的教宗若望保禄二世）居住17年（1951-1967）的房屋内，在此期间，他先后担任神父、主教和枢机主教。因此，博物馆藏品的一个重要部分是属于嘉禄·沃伊蒂瓦的个人物品，在他曾经居住的几间房间里展出。
这些物品不仅具有情感、历史或艺术价值，而且最重要的是，它们使我们能够更深入地了解这位伟大的圣人生活和事工中体现出来的最重要的价值观，以及他丰富的教训，这些教训在当今仍然有效且重要。
对于沃伊蒂瓦枢机来说，建立克拉科夫总教区博物馆，作为展示天主教克拉科夫总教区精神、历史和艺术遗产的地方，是一个真正至关重要的问题。根据他的愿望，在博物馆里可以看到13至20世纪的神圣艺术收藏，包括克拉科夫总教区的绘画、雕塑和手工艺品。这里有波兰最古老的绘画，可追溯到13世纪中叶，来自迪布诺波德兰斯基的木制教堂。
克拉科夫总教区博物馆还通过许多临时展览，致力于提携关注基督教艺术的当代艺术家。
2020年，克拉科夫总教区博物馆与克拉科夫若望保禄二世跨文化对话研究所合作，筹备一个名为“牧羊人”的展览。展览内容包括嘉禄·沃伊蒂瓦的个人物品，尤其是他担任主教、总主教和枢机主教时期的物品，他当时从教友那里收到的礼物，以及他作为教宗若望保禄二世时期的物品。